# Sustead
Sustead – wieś w Anglii, w hrabstwie Norfolk, w dystrykcie North Norfolk. Leży 29 km na północ od Norwich i 180 km na północny wschód od Londynu. W 2001 miejscowość liczyła 218 mieszkańców.